# Шахта «Совєтська»
ДВАТ "Шахта «Совєтська». Входить до ВАТ ДХК «Макіїввугілля».

## Загальні відомості
Історична шахта.
Стала до ладу в 1927 р, відбудована у 1947 р.
У 2000 р фактичний видобуток становив 571 т/добу.
Шахтне поле розкрите 5 вертикальними стволами і 1 свердловиною.
Відпрацьовувала пласти l8, k5, k5 потужністю 0,5-1,5 м з кутом падіння 3-12°.
Шахта надкатегорійна за метаном.
Пласти з глибини 270 м загрозливі з раптових викидів вугілля, породи і газу, небезпечні за вибуховістю вугільного пилу.
У 2000 р працювало 3 лави.
Обладнання: механізований комплекс, відбійні молотки (2 лави). Підготовчих вибоїв — 2 (2000).
Адреса: 86140, Донецька обл., м.Макіївка.